# 26668 Tonyho
26668 Tonyho è un asteroide della fascia principale. Scoperto nel 2001, presenta un'orbita caratterizzata da un semiasse maggiore pari a 3,0746662 UA e da un'eccentricità di 0,1420529, inclinata di 7,84460° rispetto all'eclittica.